# 法王 (百済)
法王（ほうおう、生年不詳 - 600年）は、百済の第29代の王（在位：599年 - 600年）。
第28代恵王の長男。諱は宣、または孝順ともいう。599年に恵王の死去を受けて即位した。『隋書』百済伝では昌（第27代威徳王）の子とし、余宣の名で現れる。
仏教を厚く信仰していた王で、即位の年の12月に殺生禁止令を出し、民家で育てる鷹をすべて野に放たせ、狩りに使われる道具も焼却した。600年には王興寺の建立を開始し、僧侶30人を得度させた。また、旱魃が続いたため、漆岳寺で雨乞いを行った。同年5月に死去し、法王と諡された。
王興寺は次の武王の35年（634年）に完成した。寺址は忠清南道扶余郡窮岩面新里の蔚城山山腹とされている。